# 帝國製薬
帝國製薬株式会社（ていこくせいやく）は、香川県東かがわ市に本社を置く医薬品・医薬部外品・化粧品・雑品を製造販売している。

## 沿革
- 1848年 - 五代目当主・赤澤庄蔵、薬売買株一つを譲り受けて開業する。
- 1883年 -  赤澤忠太郎薬舗開業免許を受ける。
- 1892年 - 防そ散の請売許可を得る（当社殺そ剤の端緒）。
- 1918年 - 資本金100万円をもって帝國製薬株式会社を設立。
- 1926年 - 黄燐性殺そ剤「薬猫」を発売。
- 1938年 - パップ剤の端緒となる「ホルキス」を発売。
- 1943年 - 香川県下212の企業体を合併し、統制会社たる香川県製薬株式会社が設立。赤澤忠太郎が初代社長に就任。
- 1953年 - 大阪市淀川区（旧・東淀川区）に大阪工場を設置。
- 1957年 - 大阪工場を分離。大阪工場は「扶桑化学工業株式会社」となり、赤澤庄三が社長に就任。
- 1974年 - パップ剤の医家向け許認可を受け、当社の主力製品となる。
- 1975年 - パップ剤新工場（旧・第1工場）第1期竣工、1978年完成。
- 1984年 - 本社敷地内に9階建ての製剤開発研究所（現・研究棟）が竣工。
- 1985年 - 帝國漢方製薬株式会社を設立。香川県白鳥町（現・東かがわ市湊）に同社白鳥工場完成。
- 1986年 - 太田製薬株式会社の株式を取得し、経営に参画。
- 1988年 - 日本初の医療用経皮吸収型インドメタシン貼付剤「カトレップ」の承認取得、製造開始。本社敷地内に5階建て、総面積6,451平方メートルの新工場（現・第2工場）が完成。
- 1989年 - 香川県白鳥町（現・東かがわ市湊）に配送センター完成。
- 1991年 - 香川医科大学（現・香川大学医学部）寄附講座開設「薬物生体情報学」。
- 1992年 - 営業部門を独立させ、テイコクメディックス株式会社を設立。
- 1993年 - 第4工場（テープ剤・軟膏剤工場）竣工。徳島県池田町に殺そ剤専門の池田工場稼動。医療用経皮吸収型フェルビナク貼付剤「セルタッチ」の承認取得、製造開始。
- 1994年 - 徳島工場（帝國漢方製薬株式会社）稼動。
- 1995年 - 薬専（OTC）部門を独立させ、テイコクファルマケア株式会社を設立。日本製薬工業協会に加入。
- 1997年 - 本社隣接地の東洋紡績株式会社三本松工場跡地取得。米国現地法人「Teikoku Pharma USA, Inc.」設立。徳島工場隣に用地を取得し、化粧品等専門の土成工場稼動。
- 1998年 - 創業150周年、会社設立80周年を迎える。「創業百五十年史」発行。
- 1999年 - 米国において、帯状疱疹後神経痛貼付剤「Lidoderm」新薬承認、販売開始。
- 2000年 - 「ドボネックス軟膏」新薬承認、販売開始。東洋紡跡地に第8工場竣工、稼動。
- 2001年 - 英国現地法人「Teikoku Pharma UK Ltd.」設立。硫酸モルヒネ徐放性製剤「MSツワイスロンカプセル」承認取得、製造開始。第7工場稼動。
- 2003年 - 帝國製薬、扶桑化学工業、青島扶桑精製加工有限公司の3社合弁会社「扶桑帝薬（青島）有限公司」設立。
- 2004年 - Teikoku Pharma USA, Inc.新社屋及び工場完成
- 2006年 - 三本松工場敷地内に新製剤研究棟完成
- 2006年 - テイコクファルマケア株式会社から日本初の一般用ケトプロフェンパップ剤「オムニード®ケトプロフェンパップ」を発売
- 2006年 - 東京事務所が日本橋本町の自社ビルに移転
- 2007年 - 史料館、赤澤徴古館及びゲストハウス「双子島」完成
- 2008年 - テイコクメディックス株式会社の全株式を日医工に売却
- 2008年 - 創業160周年、会社設立90周年を迎える
- 2009年 - 徳島倉庫隣接地に、新倉庫が完成
- 2010年 - 医療用フェルビナクテープ剤「セルタッチ®テープ70」の承認取得、翌年販売開始
- 2010年 - 医療用インドメタシンテープ剤「カトレップ®テープ70mg」「カトレップ®テープ35mg」 の承認取得、販売開始
- 2011年 - 資本金の額を減額し1億円にする
- 2012年 - メサドン塩酸塩錠承認取得、翌年販売開始
- 2013年 - 大鵬薬品工業株式会社との共同開発品フェンタニルクエン酸塩バッカル錠承認取得、販売開始
- 2013年 - オキシコドン塩酸塩徐放カプセル承認取得、翌年販売開始
- 2014年 - 自社販売部門となる医薬営業部が発足、大日本住友製薬よりカトレップ・インテバン・ドレニゾンの営業譲渡を受け、営業活動開始 第9工場（テープ剤工場）竣工
- 2015年 - 東京事務所が日本橋小舟町の小倉ビルに移転
- 2016年 - 日立物流の東日本MDC内に東日本物流センターを開設
- 2017年 - 第10工場（軟膏剤、クリーム剤製造）竣工
- 2017年 - 「ルパフィン®錠10mg」の承認取得、販売開始
- 2018年 - 創業170周年、会社設立100周年を迎える
- 2019年 - 株式会社セレンファーマを子会社化
- 2020年 - 経済産業省「2020年版グローバルニッチトップ企業100選」に選出
- 2020年 - 女性活躍推進法に基づく「えるぼし」認定
- 2022年 - 日本初のドネペジル経皮吸収型製剤「アリドネ®パッチ27.5mg／アリドネ®パッチ55mg」承認取得、翌年販売開始
- 2023年 - 次世代育成支援対策推進法に基づく「くるみん」認定
- 2024年 - ライオンから「ハリックス」ブランドの商標権・製造権・販売権を譲受、同年4月にテイコクファルマケアを通じて発売[1][2]。

## 概要など
- 貼付剤製剤の先駆者として、パップ剤では世界一の生産量を誇る。自社開発により製造販売承認権を取得し販売先に販売権を委託している。OEMによる受託生産も一部行っている。
- 四国アイランドリーグplusの運営会社、IBLJに出資している。